# Мочалов Олександр Ігорович
Олекса́ндр І́горович Моча́лов (28 лютого 1978 — 29 серпня 2014) — солдат резерву Міністерства внутрішніх справ України, учасник російсько-української війни.

## Життєвий шлях
Народився 1978 року на Кубі в місті Гавана — батько служив в обмеженому радянському контингенті, дружина рушила за чоловіком. У віці 1,5 років Сашко з батьками оселився в Полтаві. 1995 року закінчив полтавську ЗОШ № 38; 2002-го — Харківський державний економічний університет. Проживав в місті Полтава від 1992 року; працював аварійним комісаром, останнім часом — майстром-консультантом відділу сервісу приватного підприємства.
В часі війни від червня 2014 року доброволець — розвідник-санітар, 2-й батальйон спеціального призначення НГУ «Донбас», псевдо «Віва».
До батальйону пригнав із Полтави позашляховик з кузовом — щоб встановити кулемет та мати змогу вивозити поранених. Брав участь у звільненні Попасної. 24 серпня підрозділ Мочалова перекидається до Іловайська на посилення позицій. Потрібен був водій і Сашко поїхав на допомогу своїм побратимам.
Загинув 29 серпня під час виходу з оточення — за 8 км на південь від Іловайська. Там само загинув «Кейн». Вантажний автомобіль, в кузові котрого Олександр вибирався із оточення, потрапив під обстріл, вижили лише четверо — ті, хто сидів біля заднього борту — їх з автівки викинуло вибуховою хвилею. Олександр відстрілювався, намагався безуспішно завести автівку. Поповз з ліками в напрямі Іловайська, терорист дострелив у скроню.
Похований як невідомий захисник України у Дніпропетровську. 6 лютого 2015-го перепохований в Полтаві, центральне міське кладовище, Алея Героїв.
Без Олександра лишились батьки, 11-літня донька.

## Нагороди та вшанування
За особисту мужність і героїзм, виявлені у захисті державного суверенітету та територіальної цілісності України, вірність військовій присязі під час російсько-української війни, відзначений — нагороджений
- орденом «За мужність» III ступеня (посмертно)
- медаллю УПЦ КП «За жертовність і любов до України» (посмертно)
- на фасаді полтавської ЗОШ № 38 встановлено пам'ятну дошку випускнику Олександру Мочалову
- відзнакою Президента України «За участь в антитерористичній операції» (посмертно)
- нагороджений відзнакою «За вірність народу України» І ступеня (посмертно) та занесений до Книги Пошани Полтавської обласної ради
- Іловайський Хрест (посмертно)
- орден «Лицарський хрест Добровольця» (посмертно)
- зарахований навічно в списки особового складу військової частини 3027
- Його портрет розміщений на меморіалі «Стіна пам'яті полеглих за Україну» у Києві: секція 3, ряд 8, місце 22
- Вшановується 29 серпня на щоденному ранковому церемоніалі вшанування українських захисників, які загинули цього дня у різні роки внаслідок російської збройної агресії[1]

## Галерея

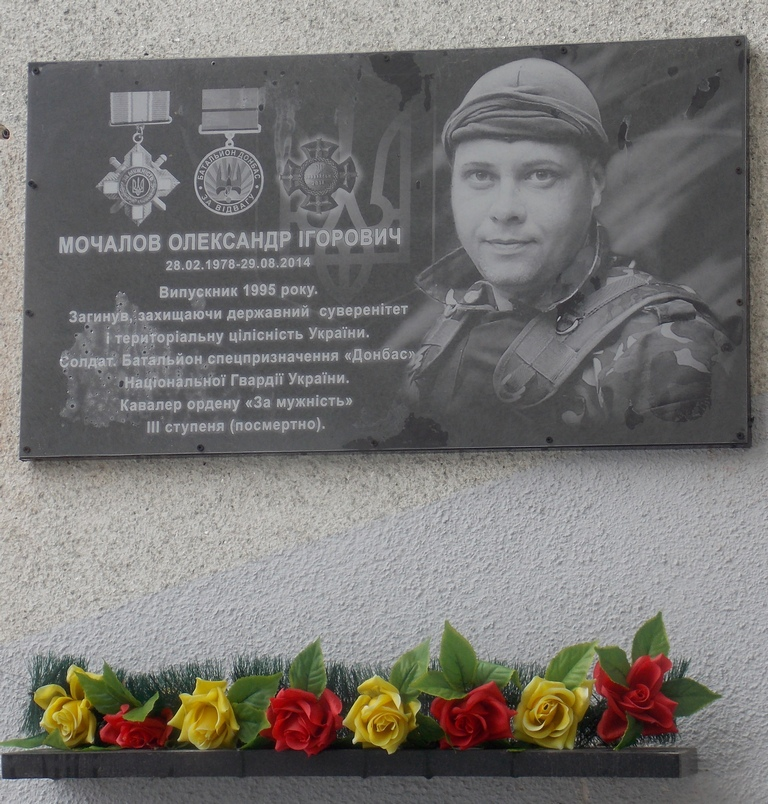
Меморіальна дошка